# 穴見利香
穴見 利香（あなみ りか）は、日本の元女子体操選手/元スポーツインストラクター。東京都出身。
加納弥生、内田桂らと共に國學院高等学校体操部を支えた選手のひとりで、1980年モスクワオリンピック代表（日本不参加）。日本体操協会ナショナル強化指定選手番号:88番。

## 主な成績
- 1979年 - 第20回世界体操競技選手権（アメリカ、テキサス州フォートワース）代表 団体9位[2]
- 1980年 - 全国高等学校総合体育大会（愛媛） 個人総合2位

オリンピック第2次選考会及び最終選考会共に個人総合第5位となり、モスクワオリンピック代表に選出された。